# Bad Liebenstein
Bad Liebenstein – miasto uzdrowiskowe w Niemczech, w kraju związkowym Turyngia, w powiecie Wartburg.

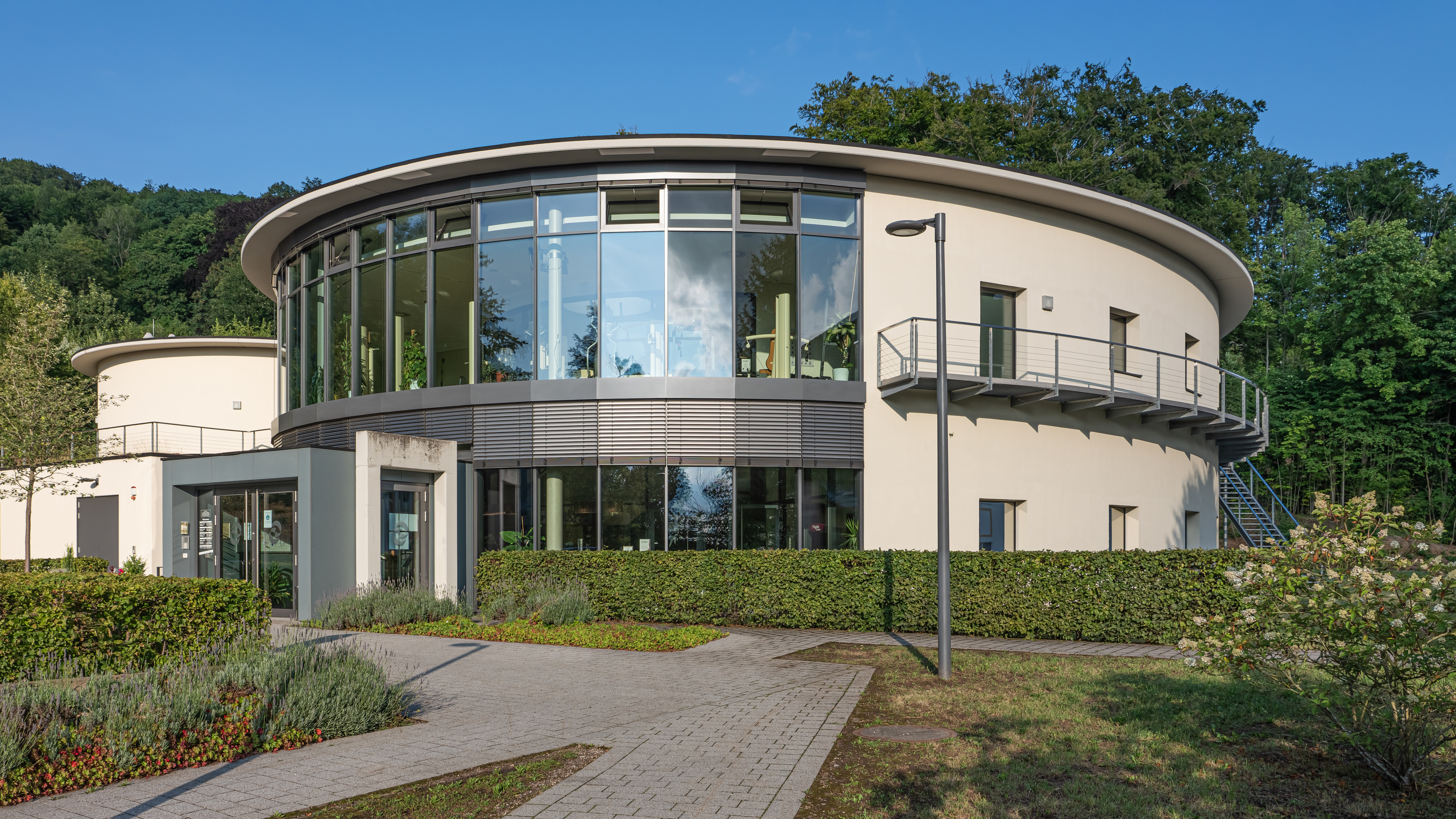
Sanatorium w Bad Liebenstein

31 grudnia 2012 do miasta przyłączono dwie gminy: Schweina oraz Steinbach, które stały się jego dzielnicami. Aktualnie (2016) burmistrzem miasta jest Michael Brodführer

## Historia
W roku 1610 Andreas Libavius opisał efekt gojenia ran miejscową wodą. Bad Liebenstein  jest najstarszym uzdrowiskiem w Turyngii i miało swój największy rozkwit w wieku XIX. Nazwa miejscowości pochodzi od nazwy miejscowego zamku zbudowanego w wieku XIV na okolicznym wzgórzu. W miejscowości tej mieszkał i założył pierwszą szkołę dla nauczycieli przedszkolnych Friedrich Fröbel.

### Historia Żydów
W roku 1871 społeczność żydowska liczyła tutaj 22 mieszkańców, a w roku 1895 dziesięciu w tym rodzina  Liebenstein, a w roku 1924 ośmiu. Po roku 1933 część mieszkańców wyemigrowała, a sklep rodziny Liebenstein został w roku 1938 zniszczony i część rodziny wywieziono do obozu zagłady w Buchenwaldzie, innych skazano na pracę przymusową lub poddano eutanazji.

### Burmistrzowie 1864–2012
- Wilhelm Reum (1864)
- Ferdinand Schwarz (1864–1882)
- Heinrich Konstantin Gonnermann (1882–1883)
- Heinrich Kaiser (1883–1919)
- Friedrich Heinrichs (1919–1925)
- Hermann Dietrich (1925–1931)
- Friedrich Heinrichs (1932–1945)
- Karl Eichel (1945–1948)
- Walter Ritzmann (1949)
- Paul Wieseler (1950–1951)
- Heinruch Lux (1951–1957)
- Klara Hotzel (1957–1961)
- Edwin Albrecht (1961–1965)
- Irmgard Schäfer (1965–1988)
- Wolfgang Reich (1988)
- Gisela Schneider (1988–1990)
- Fritz Eberhard Reich (1990–1994)
- Udo Rommel (1994–1997)
- Plobner (1998)
- Hans Beck (1998–2006)
- Elke Engelmann (2006–2012)
- Michael Brodführer (2012)

### Demografia historyczna
Miejscowość w latach 1648-2014 liczyła mieszkańców (dane oficjalne (Thüringer Landesamt)):

## Zabytki
- Zamek Liebenstein z XIII w., gdzie od lat odbywają się lokalne festyny[8]
- Pałac Altenstein z XIX w. z 160 hektarowym ogrodem.
- Pałac Marienthaler Schlösschen rodu von Osten z roku 1833.
- Pałac Glücksbrunn z roku 1703.
- Zabytkowa poczta z końca XIX w.
- Kościół ewangelicki z roku 1822 – obecnie Kościół Pokoju i sala koncertowa.

## Kultura
- Teatr – istnieje od roku 1800, a obecnie prowadzony jest przez stowarzyszenie. Posiada 336 miejsc siedzących (fotele + 8 na wózkach inwalidzkich)[9].
- Biblioteka – ma budynek główny i kilka filii. Posiada około 30 tys. zbiory. Jej początki sięgają początku XIX w.[10].
- Chór – MGV Sängerkranz 1857 liczący około 40 śpiewaków, obchodził w roku 2002 jubileusz 145. lat istnienia, wydając okolicznościową broszurę z historią chóru. W latach siedemdziesiątych miał kilka występów w radio i telewizji, oraz małą trasę koncertową w USA (kwartet). Aktualnie dyrygentem chóru jest Alfred Krug[11].

## Galeria

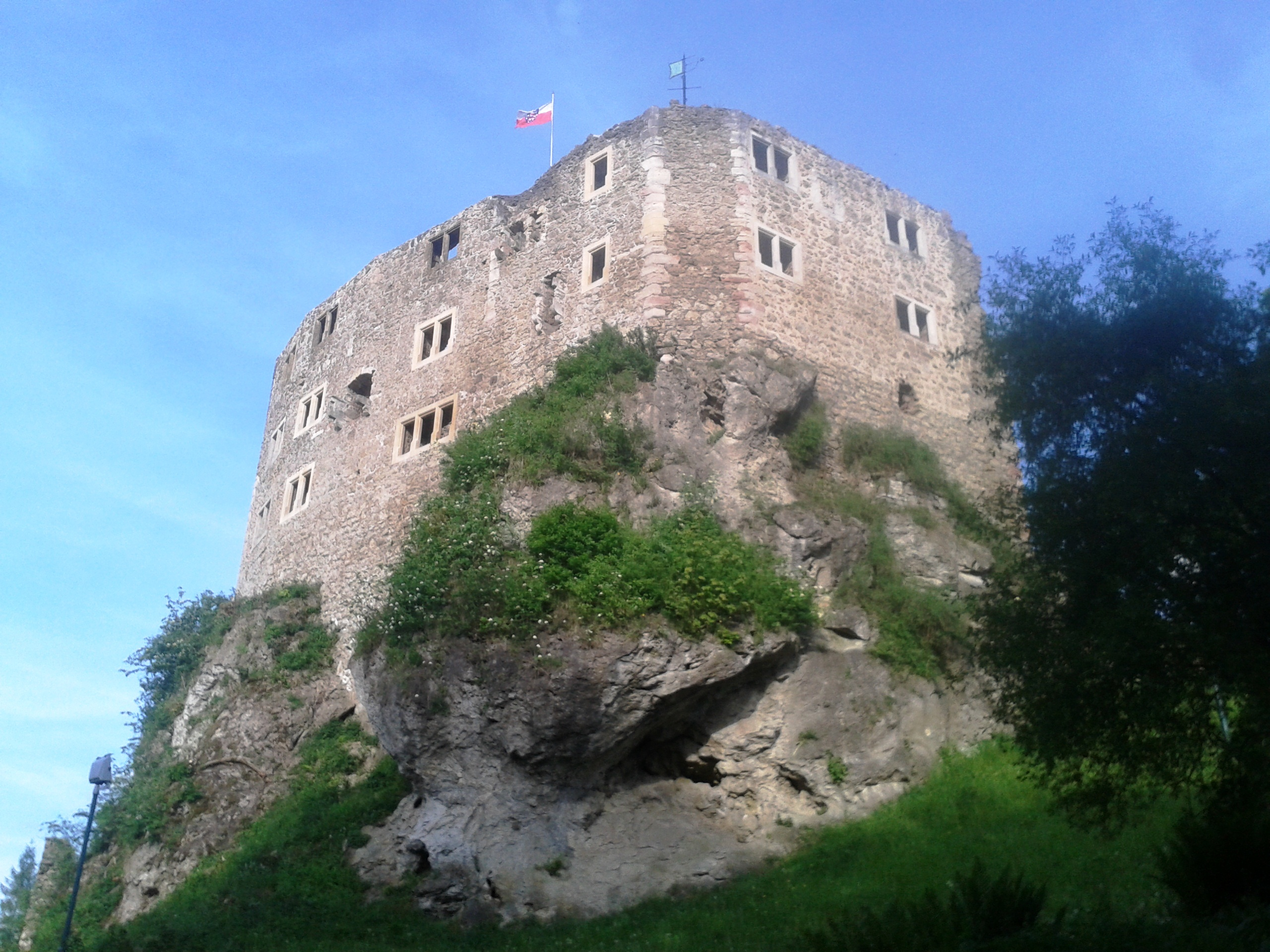
Zamek w Bad Liebenstein
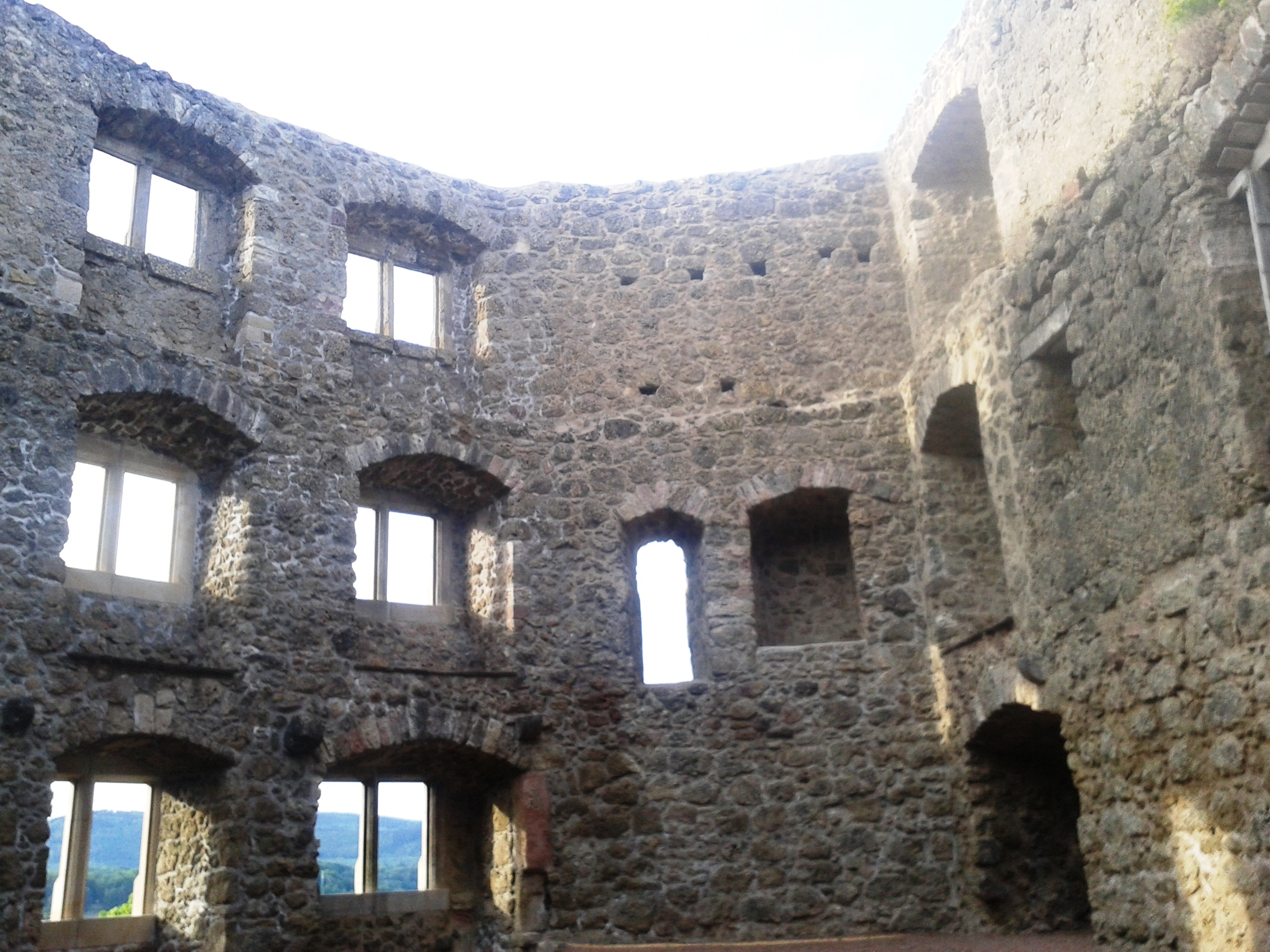
Wnętrze zamku
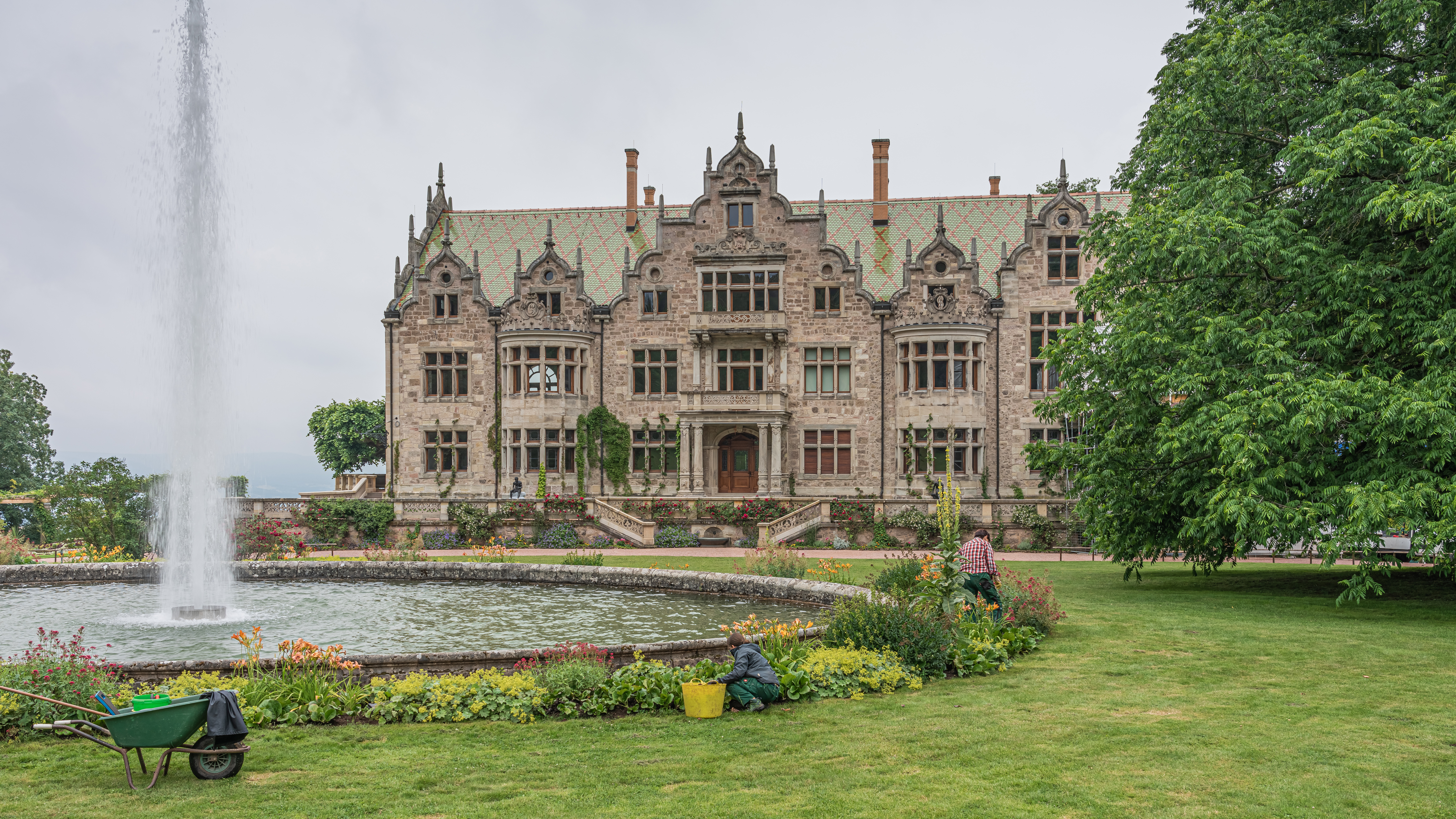
Pałac Altenstein
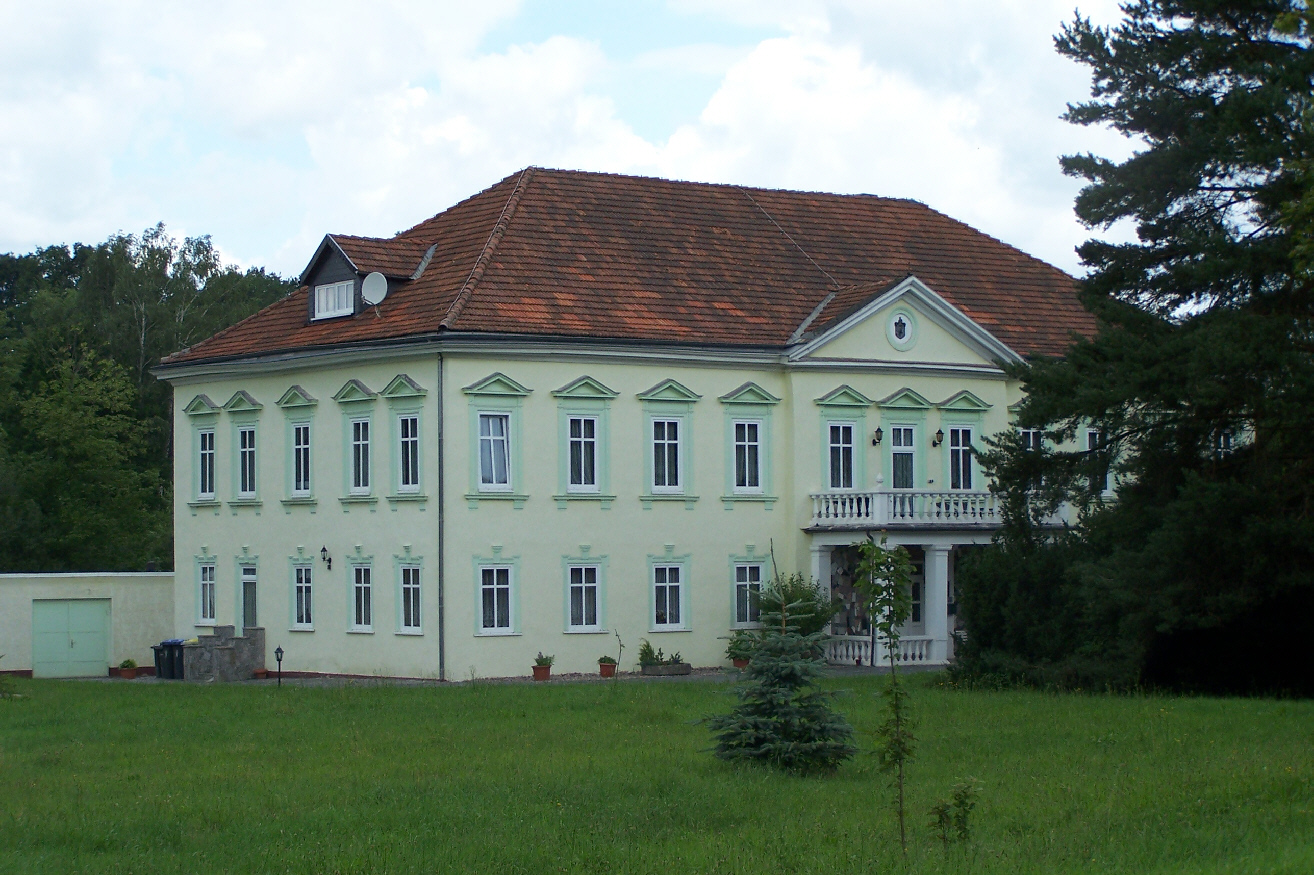
Pałac Marienthal
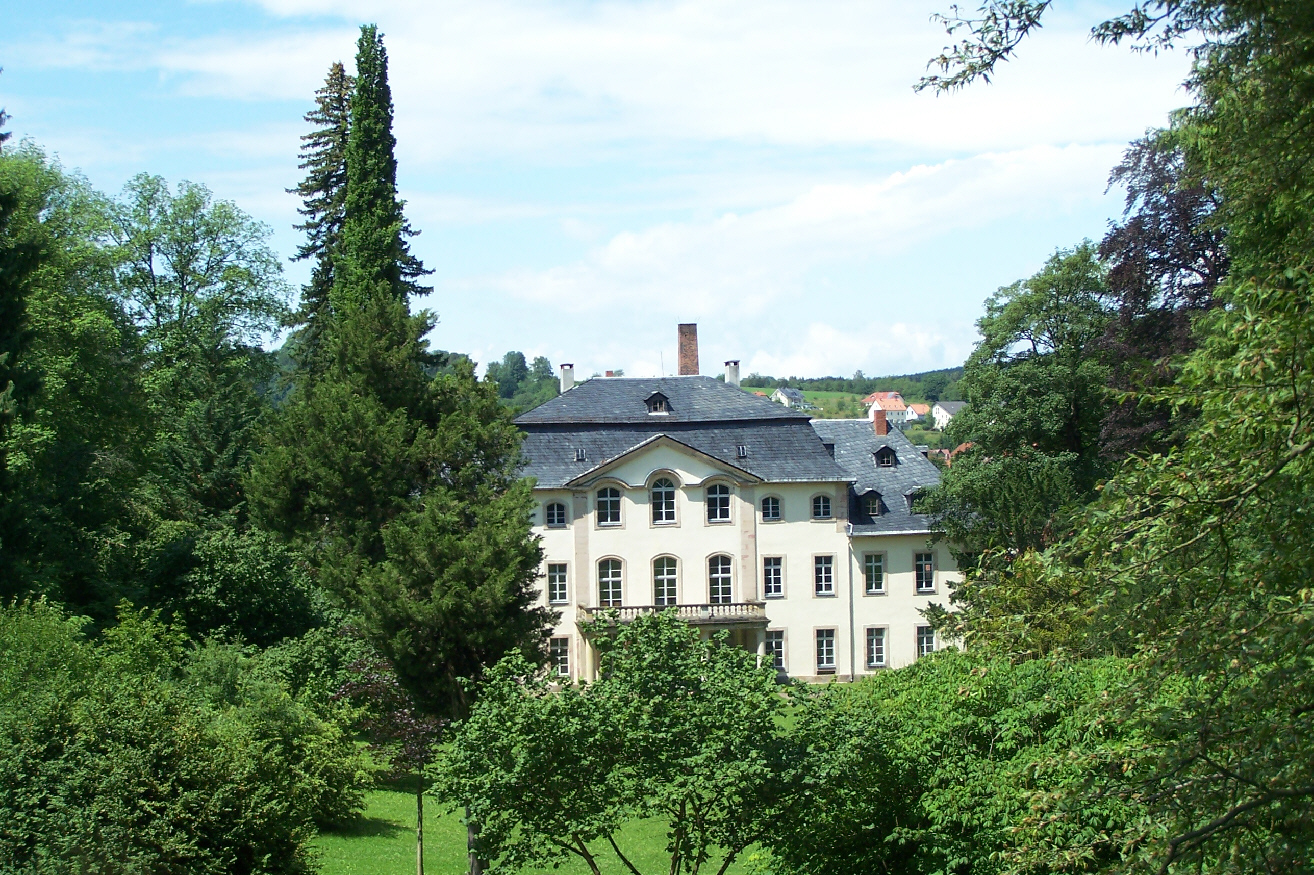
Pałac Glücksbrunn
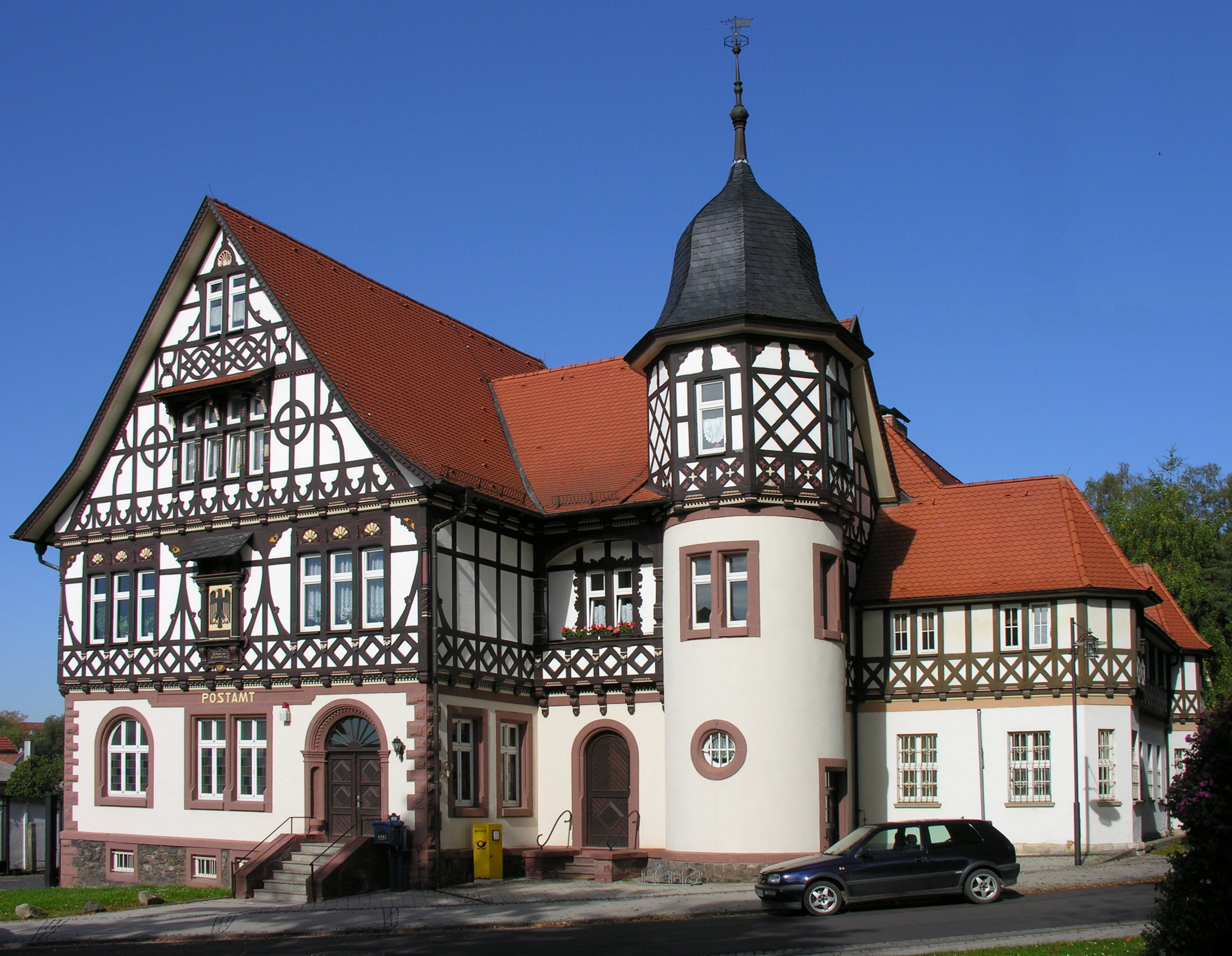
Poczta
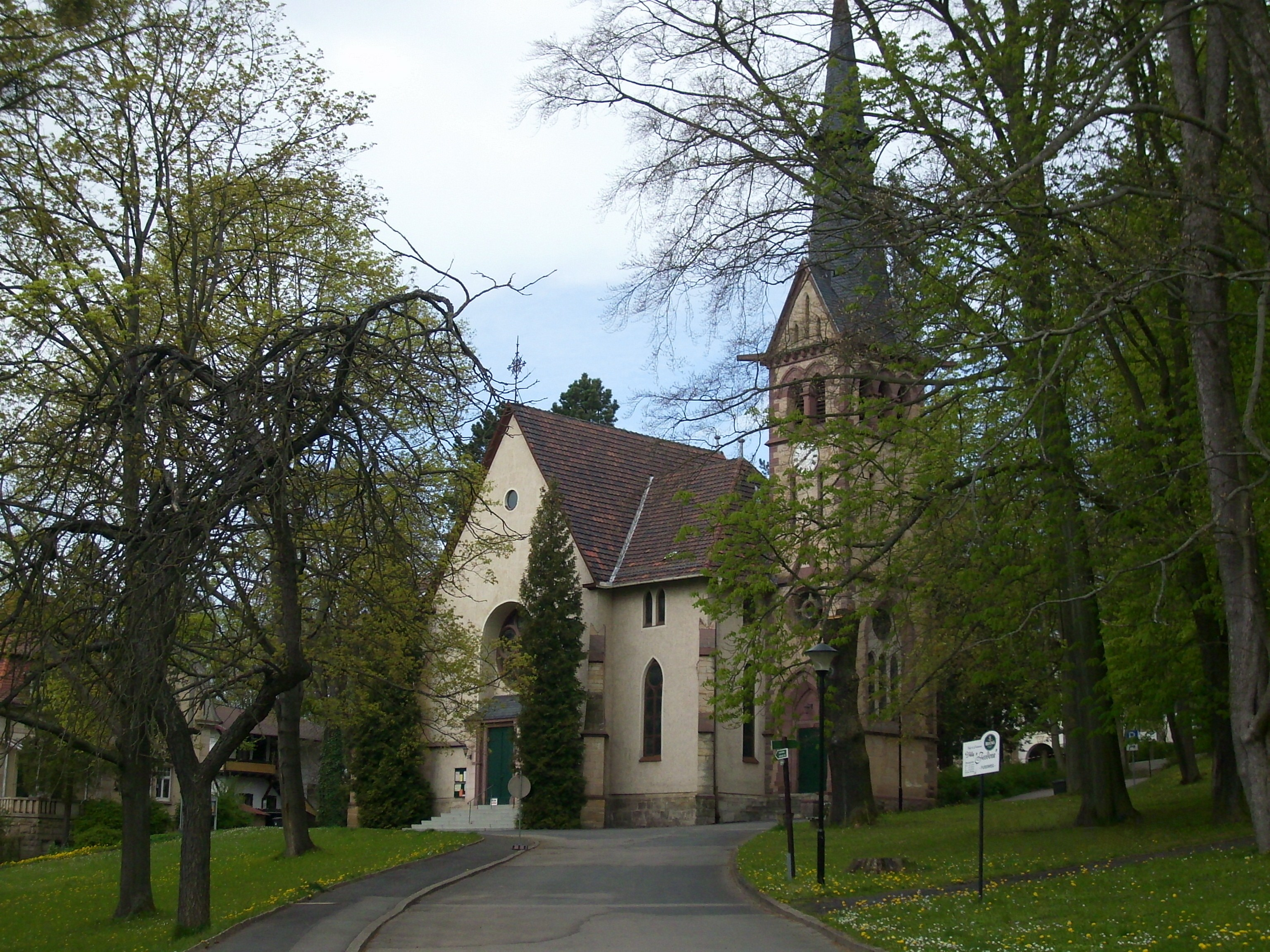
Kościół Pokoju
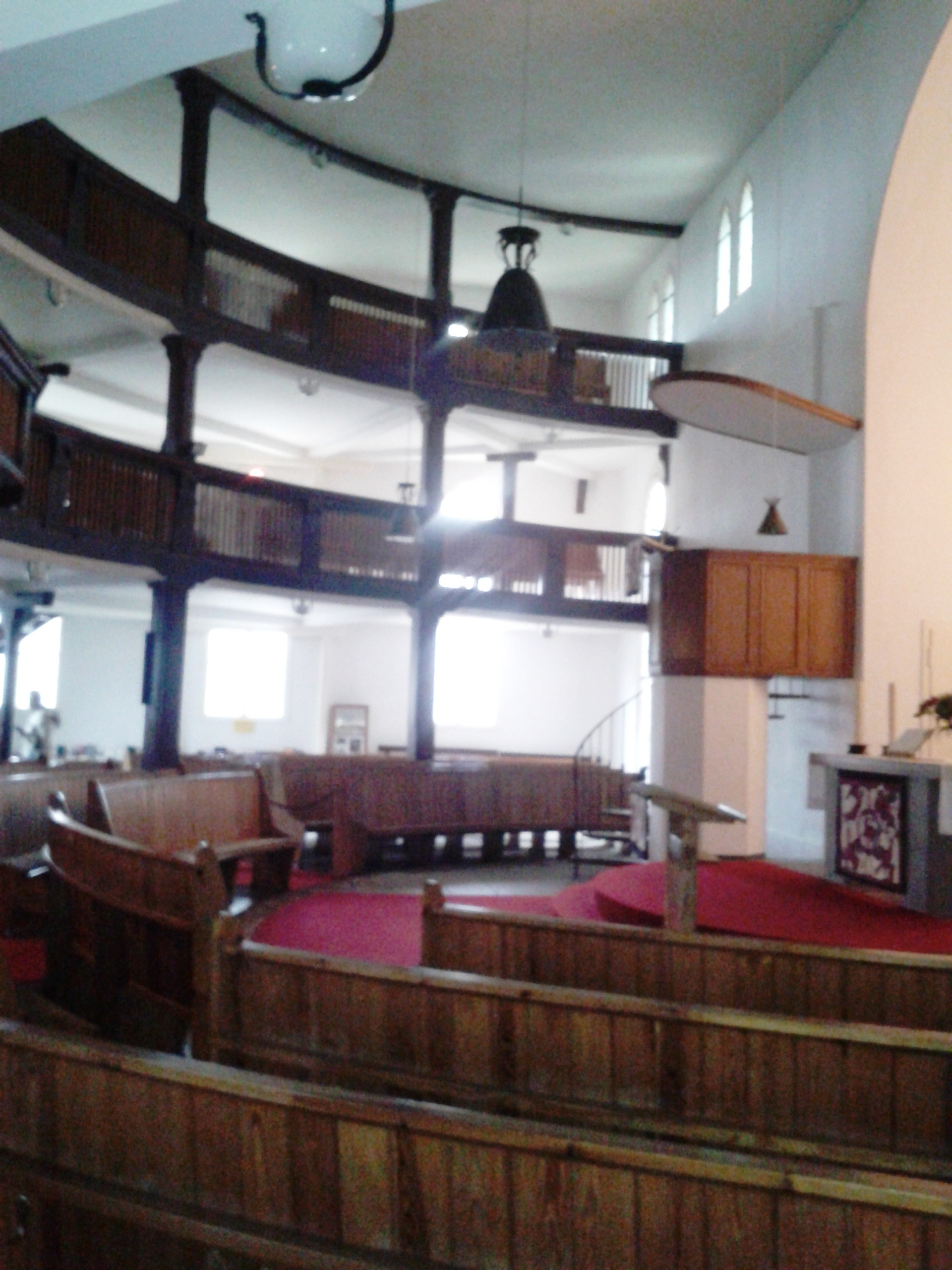
Wnętrze Kościoła Pokoju
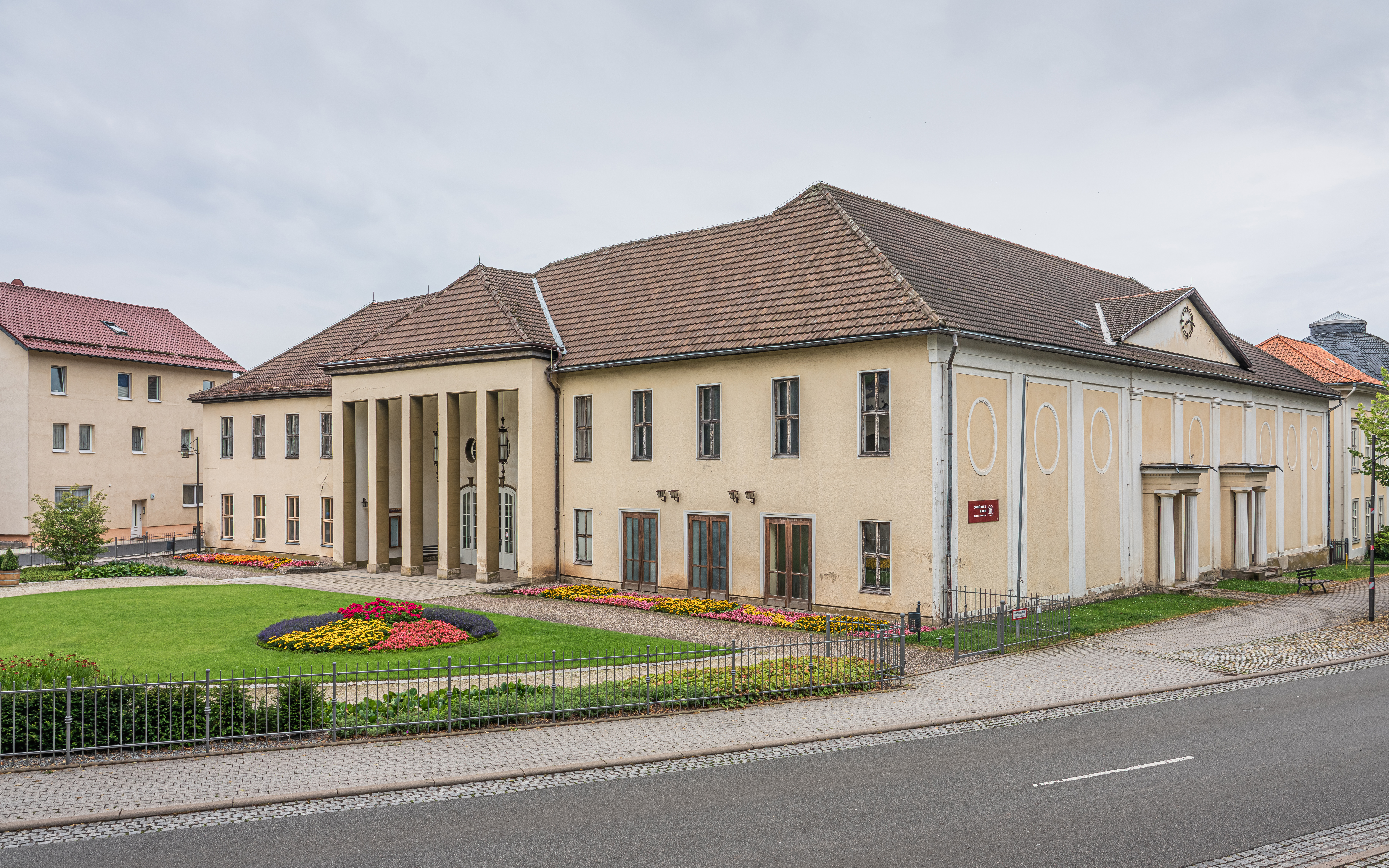
Teatr
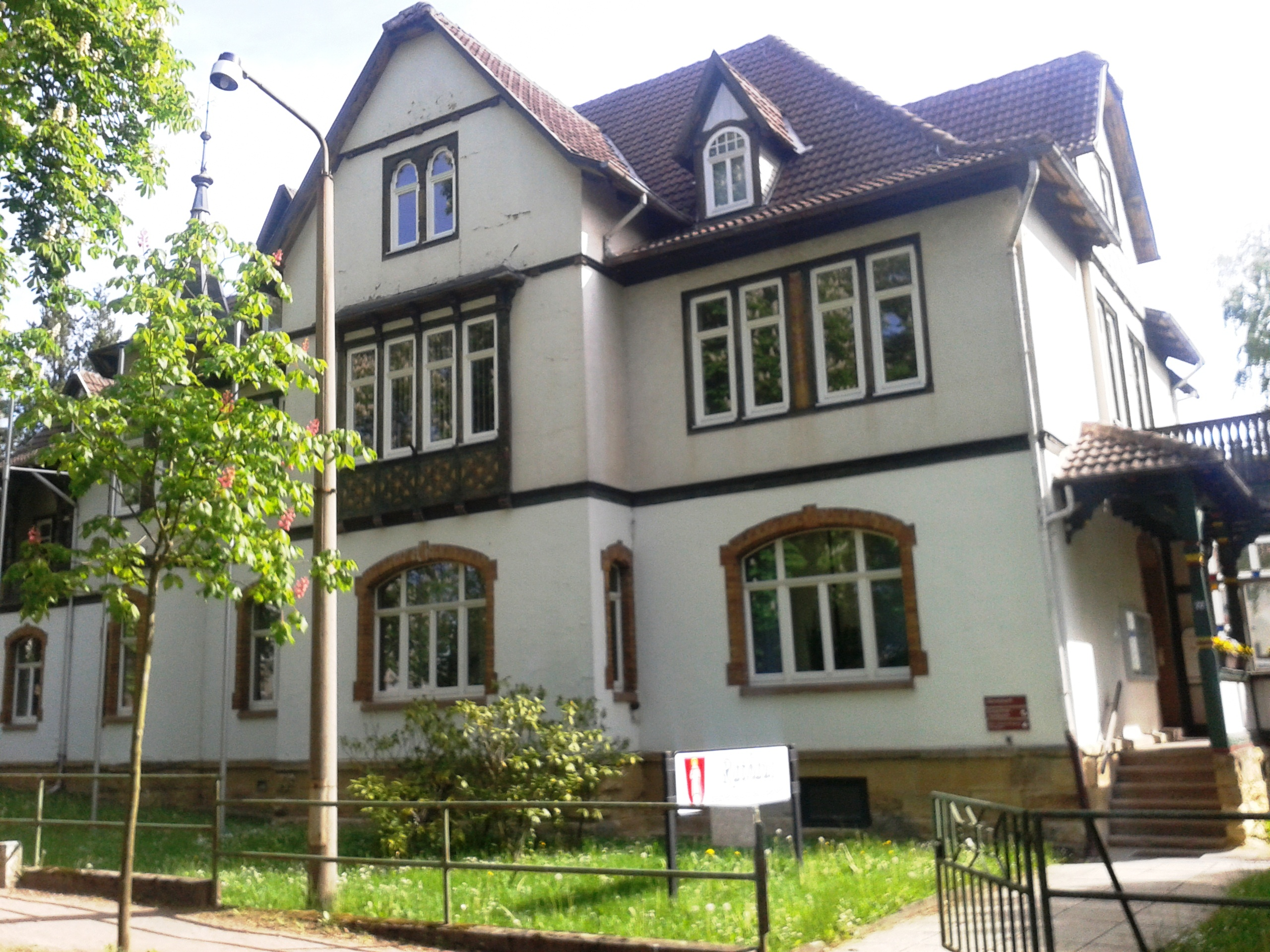
Ratusz
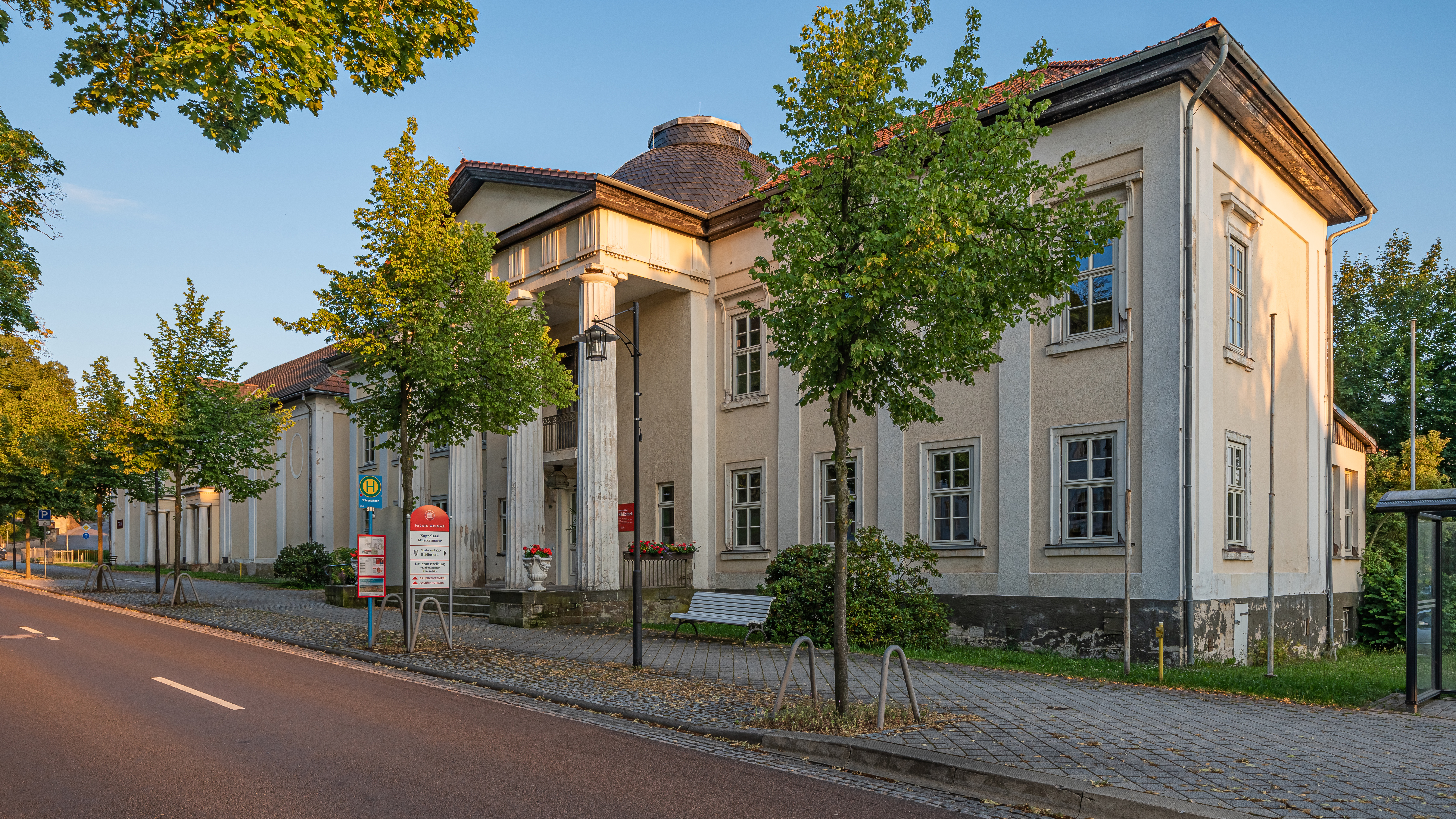
Biblioteka
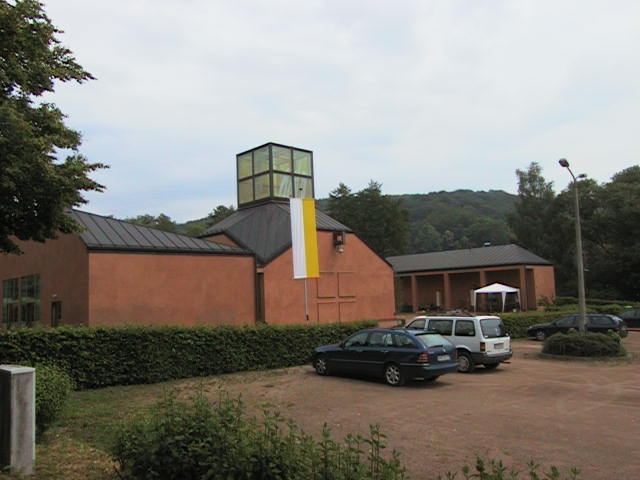
Kościół katolicki
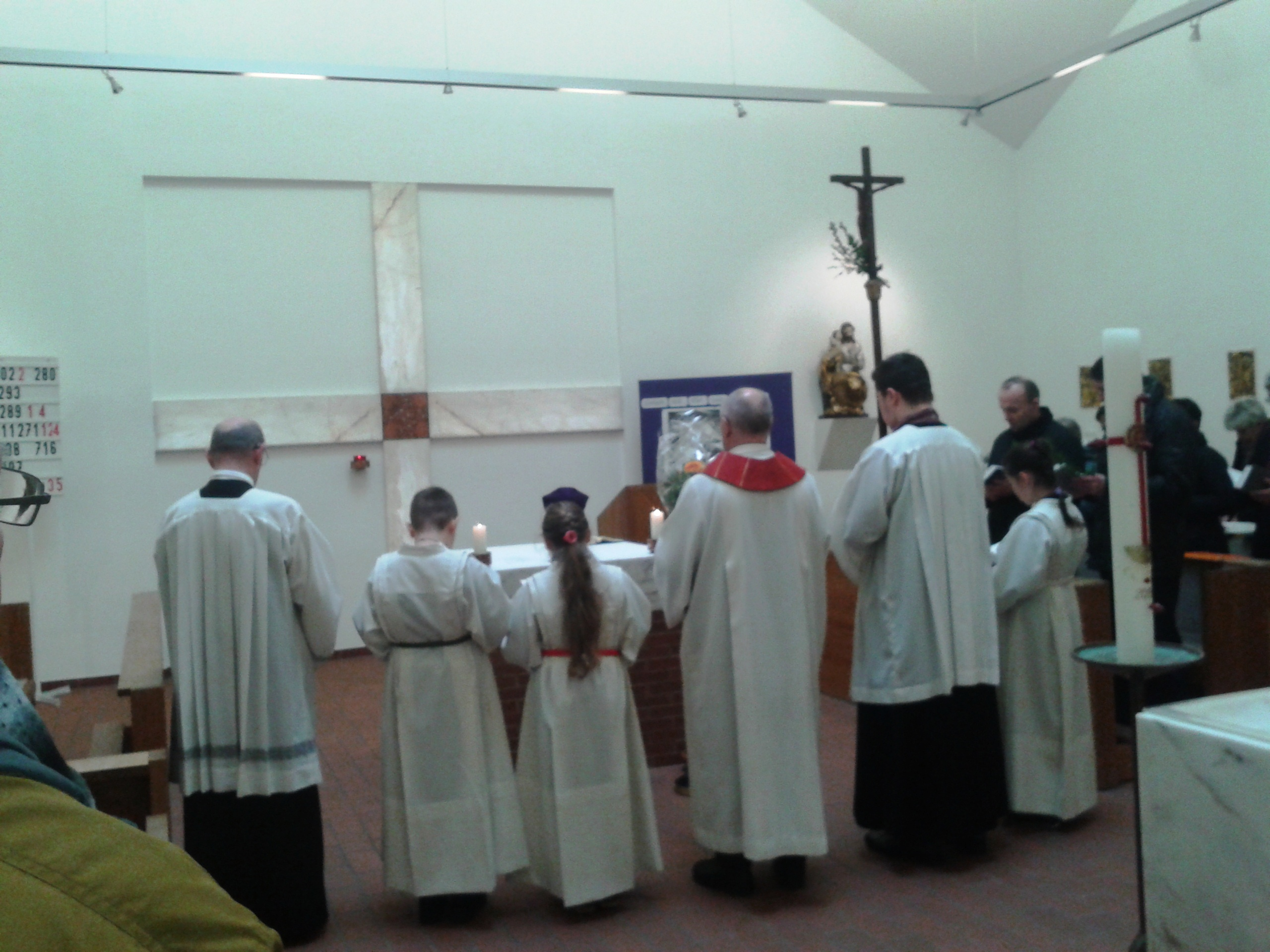
Kościół katolicki – msza
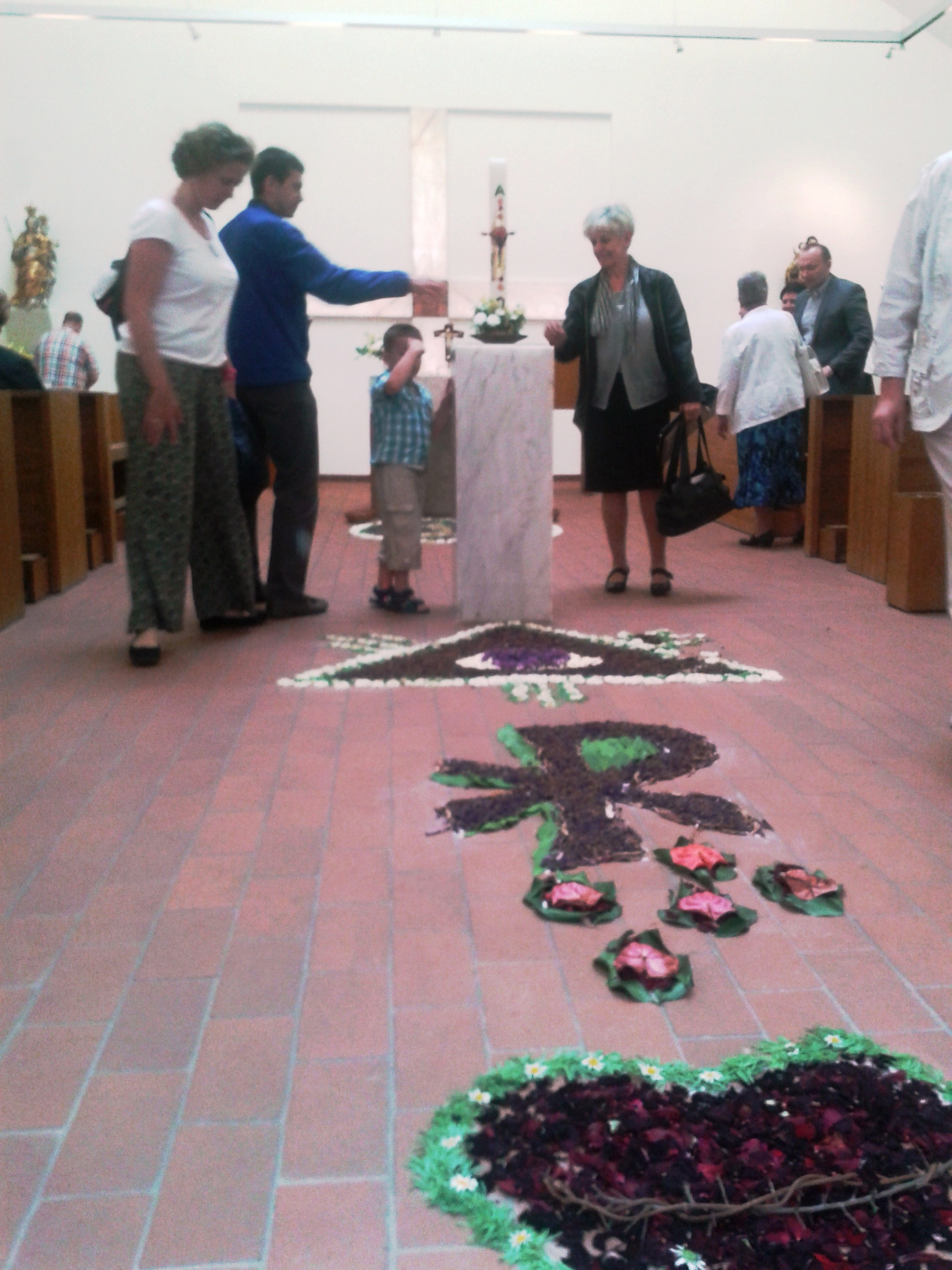
Dywan kwiatowy w kościele katolickim
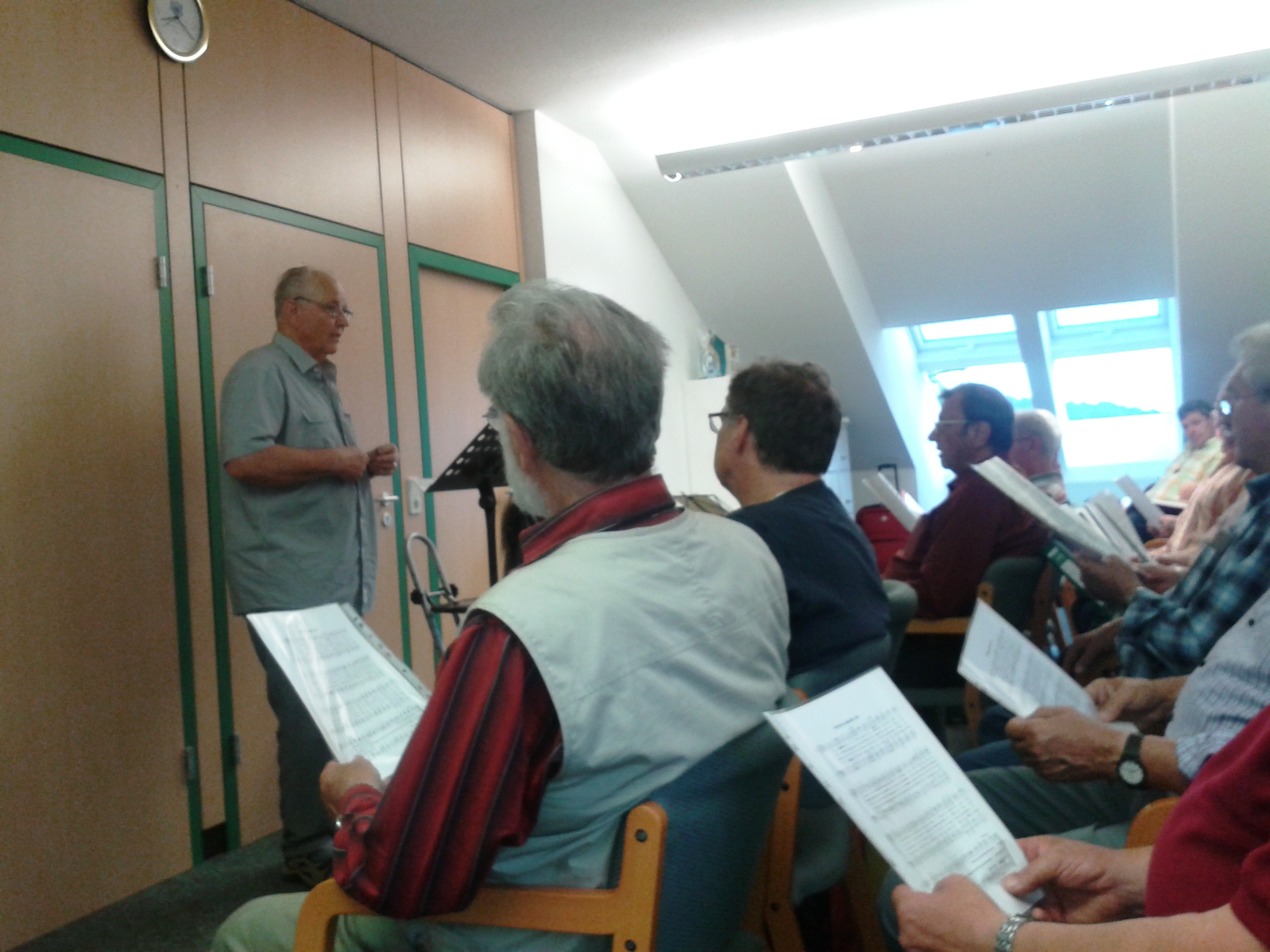
Próba chóru – dyrygent – Alfred Krug
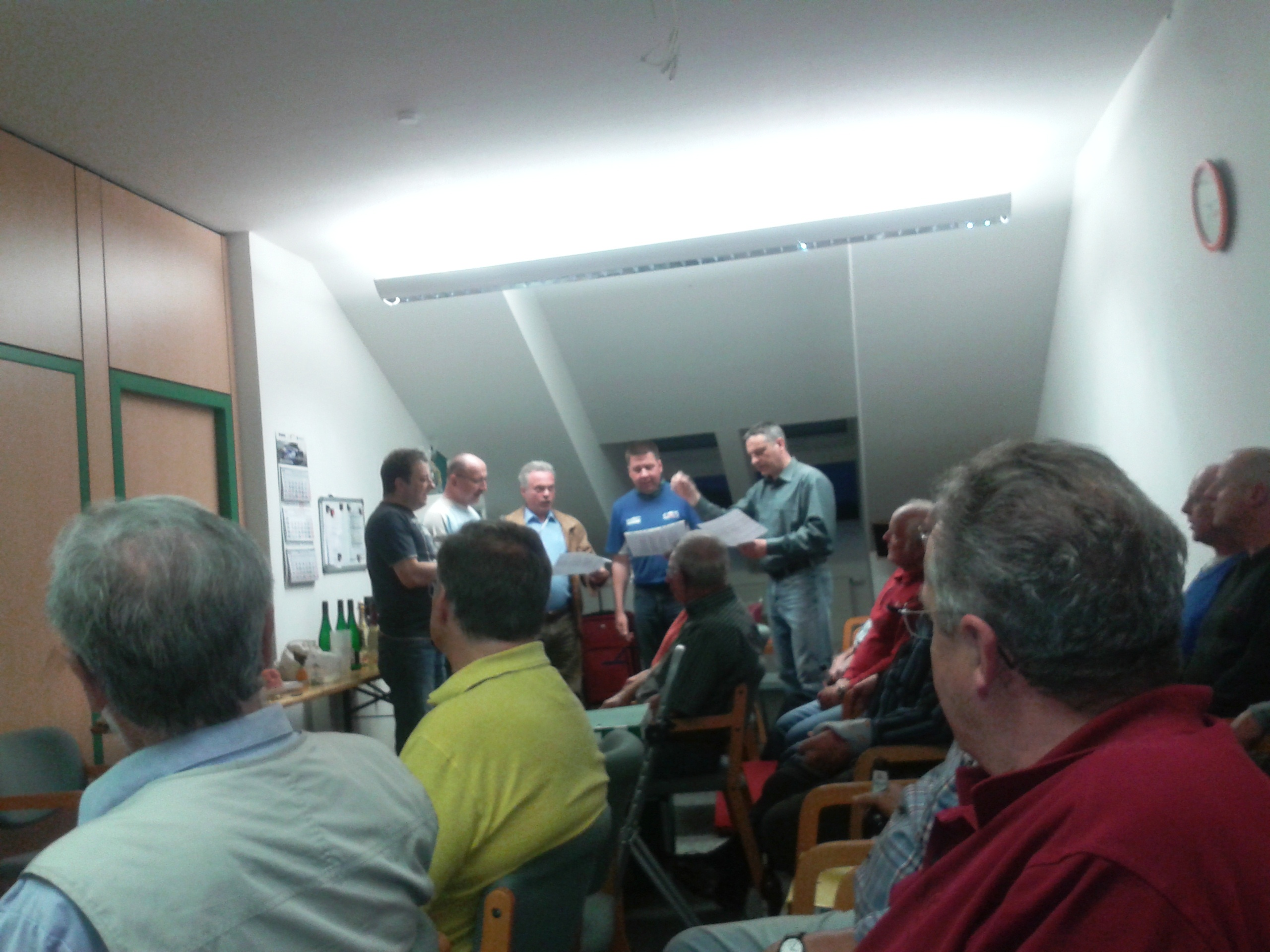
Chór MGV Sängerkranz 1857 – próba słynnego kwartetu
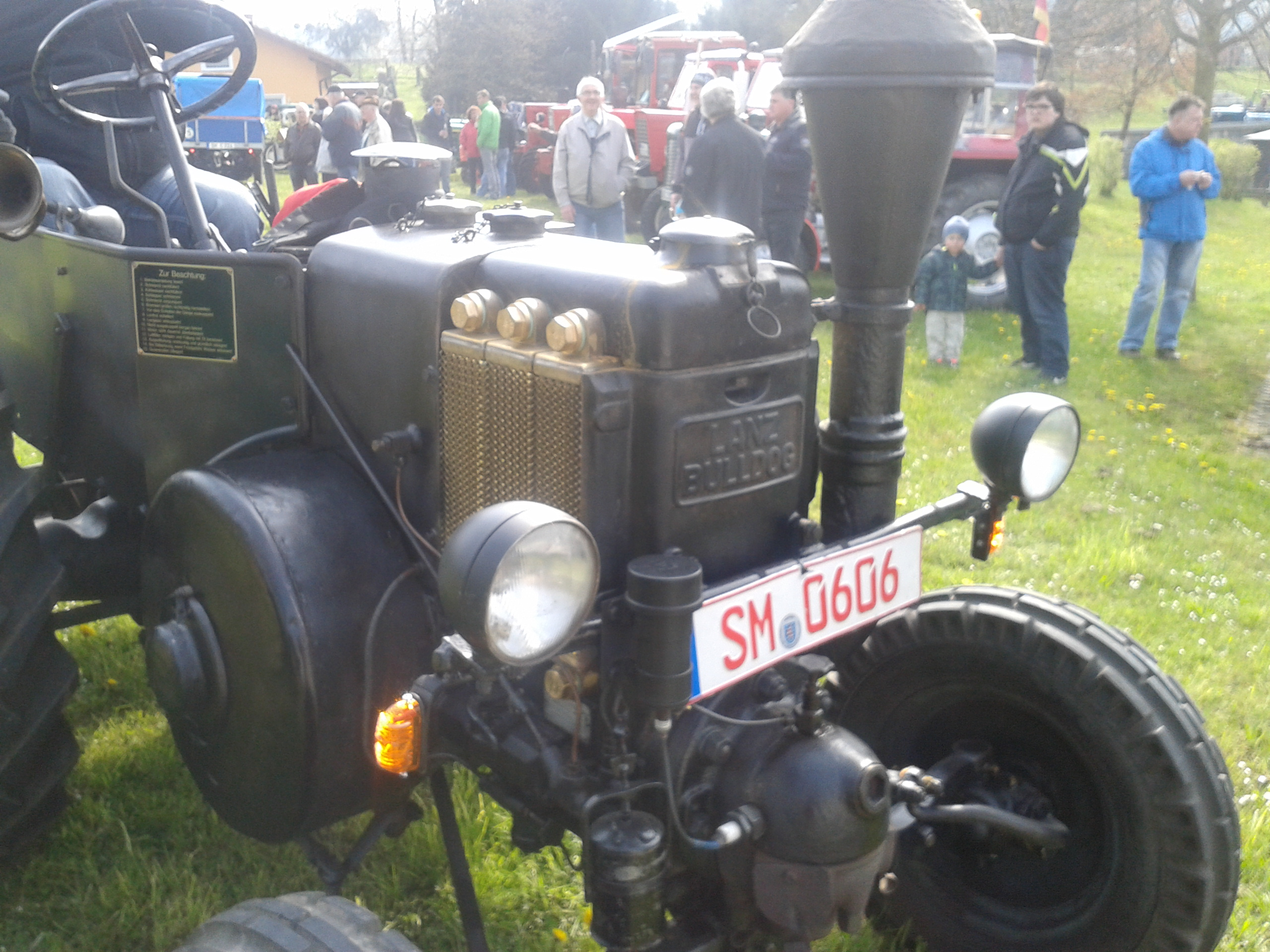
Zlot traktorów w Bad Liebenstein (Bairoda) – Lanz Bulldog
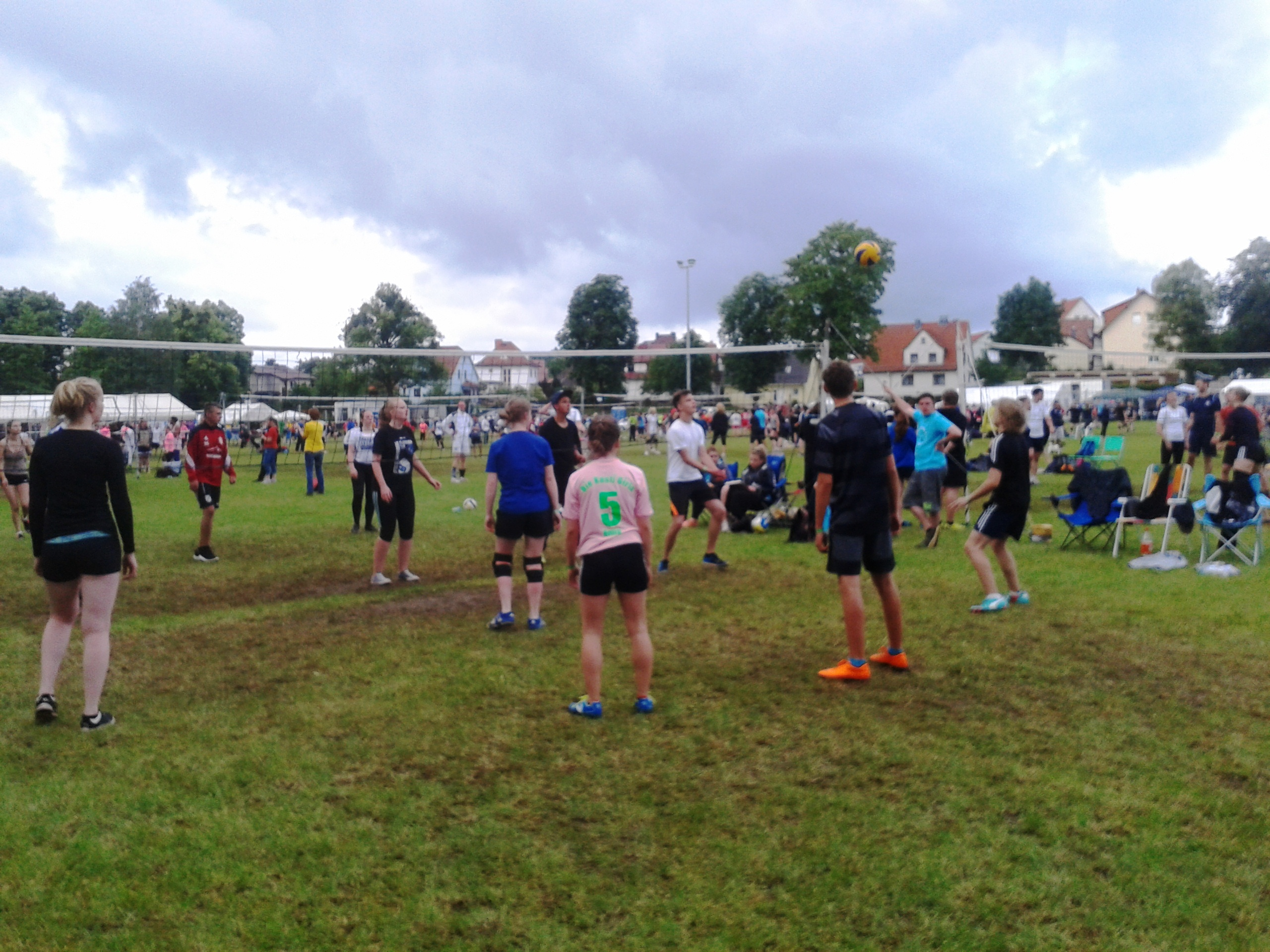
Festyn sportowy w Bad Liebenstein

## Współpraca
Miejscowości partnerskie:
- Melsungen, Hesja
- Tréon, Francja